# 沖縄民政府

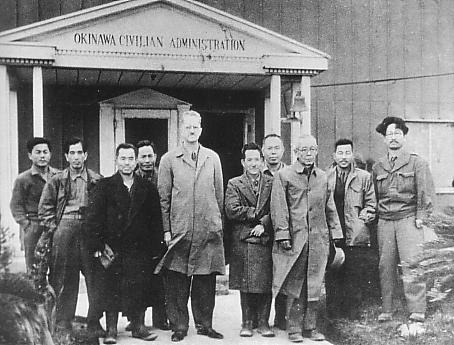
沖縄民政府とその職員

沖縄民政府（おきなわ みんせいふ、Okinawa Civilian Administration）は、アメリカ軍政下の沖縄諸島における行政機構。1946年4月24日に設立された。名称に関しては発足時には「沖縄中央政府」であったが、直後に「沖縄民政府」に改名された。

## 概要

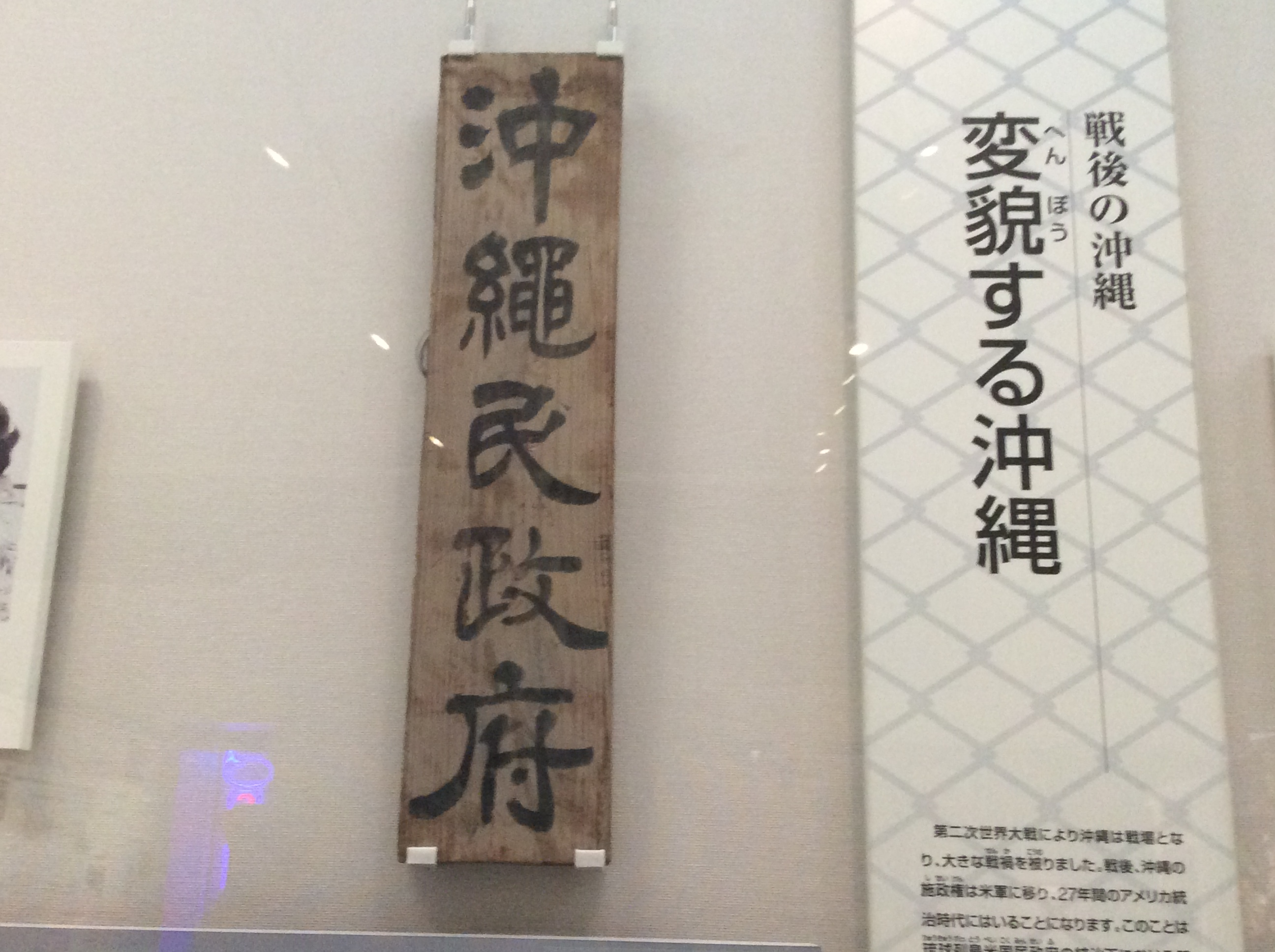
沖縄民政府の表札（沖縄県立博物館・美術館にて展示）

1946年4月22日の米国海軍軍政府指令第156号「沖縄中央政府の創設（Central Okinawan Administration, Creation of）」により、同年4月24日に諮問機関としての沖縄諮詢会は政府組織としての沖縄民政府に改組されることとなった。
当時の軍政府は海軍が所管していたが、1946年7月に予定される軍政府の陸軍移管の前に、海軍軍政府内に確固たる沖縄の統治構造を構築しようとする動きが強まったことが背景にあるとされる。沖縄民政府の長である知事（沖縄民政府知事）には、沖縄諮詢会委員長の志喜屋孝信が任命された。また、知事の諮問機関として沖縄議会が設置された（1949年に沖縄民政議会に改組）。名称は「沖縄中央政府」として発足したが、同年12月1日に「沖縄民政府」に改称された。
沖縄民政府知事も沖縄議会議員も公選制ではなかった。同時期に奄美諸島では「臨時北部南西諸島政庁」、宮古諸島では「宮古民政府」、八重山諸島では「八重山民政府」が設立されているが、いずれも知事および議員は公選でなく、軍政府の任命によるものであった。そのため知事公選制を求める運動も展開された。
ジョセフ・R・シーツ陸軍少将による政策転換（いわゆるシーツ善政）により、1950年8月4日に布告22号「群島政府組織法」が公布され、同年11月3日に沖縄民政府に代わる形で奄美・沖縄・宮古・八重山の各諸島に群島政府および公選の知事と議会が設置された。

## 沖縄民政府の行政機構

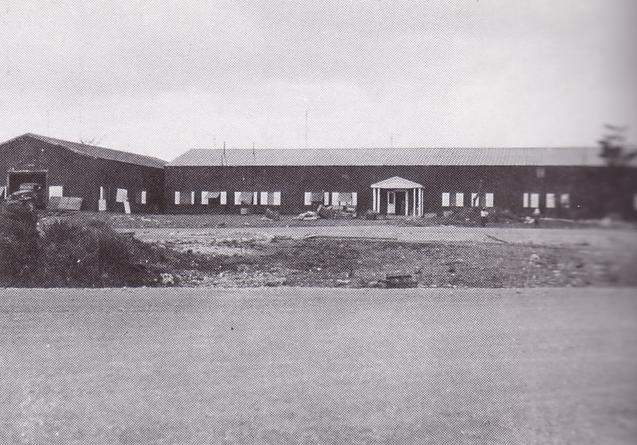
沖縄民政府の建物（現・南城市）

沖縄民政府の旗。将来の沖縄中央政府の旗となる計画もあったが後に放棄され使われなくなった

- 知事
  - 総務部
  - 法務部
  - 文教部
  - 文化部
  - 公衆衛生部
  - 社会事業部
  - 工業部
  - 商務部
  - 農務部
  - 労務部
  - 財務部
  - 通信部
  - 水産部
  - 警察部
  - 工務部

## 沖縄議会
沖縄議会は1946年4月26日に旧沖縄県議会議員を主体として設置された。定数は25。沖縄議会は沖縄民政府知事の諮問機関で、立法や予算定立の権限のない機関であった。
同議会は「議会」といっても議決機関ではなく、知事の諮問に答える権限しか与えられなかったが、後に沖縄人民党書記長や日本共産党副委員長を務めた瀬長亀次郎や戦前に沖縄県会議員であった仲宗根源和など、議員の中には民政府を厳しく批判する者もいた。
また、1947年6月に沖縄民主同盟が戦後の沖縄で最初の政党として結成され（委員長は仲宗根源和）、続いて同年7月には沖縄人民党が、10月には沖縄社会党が結成された。いずれも沖縄議会を通じて知事や議員の公選などの民主化を要求し、民政府を批判した。
1949年10月19日の琉球政府米国民政府指令第20号により、沖縄議会に代わって沖縄民政議会が新設され、知事が議長を兼務し軍政府の承認を得て議員を任命する仕組みとなった。